# Plataforma per Catalunya
Plataforma per Catalunya (PxC) é um partido da Catalunha (Espanha), fundado por Josep Anglada. Sua principal bandeira é o combate à imigração, sendo por isso, comumente rotulado como um partido Xenofóbico.

## História
A origem do partido remonta a 15 de Janeiro de 2001, com a fundação do partido Plataforma Vigatana, em Vic, cidade Natal de Josep Anglada, tendo como bandeiras impor maior controle à imigração e uma maior segurança aos cidadãoes. Aos poucos, o partido começou a atrair apoio de pessoas de outras regiões da Catalunha. Assim, em 5 de Abril de 2002, surge a Plataforma per Catalunya.

## Links
- Plataforma per Catalunya